# 淀川 (宮崎市)
淀川（よどがわ）とは、宮崎県宮崎市内の地名。大淀地域自治区に属している。淀川1丁目～3丁目が置かれている。住居表示実施地域。郵便番号は880-0907

## 地理
宮崎市の大淀地域自治区に属する。地名は大淀川に由来する。西を谷川、西を天満、京塚、南を大字恒久、南町、東を中村西と接する。
県道（宮崎県道17号南俣宮崎線）を境界に、1丁目は旧道（江南通り）以北、2丁目は旧道と現道の間、3丁目は現道以南に位置する。

## 歴史
- 1927年 - 淀川町1丁目～3丁目（住居表示前）が設置される。
- 1972年 - 住居表示を実施。
  - 淀川町1丁目～3丁目・中村町1丁目～4丁目・御幸町・武徳殿通・南町1丁目～3丁目・御門町1丁目～2丁目・天満町をもって「淀川1丁目～3丁目」が成立。
  - 中村町1丁目～4丁目・淀川町1丁目～3丁目・南町1丁目～3丁目をもって「中村西1丁目～3丁目」が成立。

## 世帯数と人口
2023年（令和5年）5月1日現在の世帯数と人口は以下の通りである。
| 町丁      | 世帯数  | 人口  |
| --------- | ------- | ----- |
| 淀川1丁目 | 211世帯 | 416人 |
| 淀川2丁目 | 150世帯 | 231人 |
| 淀川3丁目 | 178世帯 | 303人 |

## 小・中学校の学区
市立小・中学校に通う場合、学区は以下の通りとなる。
| 町名 | 小学校             | 中学校             |
| ---- | ------------------ | ------------------ |
| 淀川 | 宮崎市立大淀小学校 | 宮崎市立大淀中学校 |

## 交通

### バス
宮交グループの運営するバスが営業している。

### 道路
- 国道220号
- 宮崎県道17号南俣宮崎線

## 施設
- 宮崎市立大淀小学校 （2丁目）